# Apechthes championi
Apechthes championi är en skalbaggsart som beskrevs av Bates 1881. Apechthes championi ingår i släktet Apechthes och familjen långhorningar.
Artens utbredningsområde är:
- Guatemala.
- Honduras.

Inga underarter finns listade i Catalogue of Life.